# Чаба Сатмари
Чаба Сатмари (мађ. Szatmári Csaba; Дебрецен, 2. новембар 1973) бивши мађарски фудбалер, играо је на 2 утакмице олимпијске репрезентације Мађарске, играо је на позицији везног. Био је члан тима који је учествовао на Олимпијским играма у Атланти 1996.

## Каријера

### Клуб
Одиграо је целу своју професионалну каријеру у ВШК тиму из Дебрецина и све време је био кључни играч клуба. Само једном је на пола године био позајмљен екипи Спартака из Њирегшазе, а играо је на једном мечу у НБ II за тим ДВШК-ДЕАК. У ФК Дебрецен је дебитовао 1993. године, на 16 година. У овом периоду био је члан четири првенствене сезоне клуба из Хајдушага, а четири пута је освојио и Куп Мађарске. Играо је за свој тим укупно 29 пута у међународним куп утакмицама.
Повукао се из професионалног фудбала у децембру 2008. године.

### Репрезентација
На Летњим олимпијским играма 1996. био је члан селекције Мађарске која је елиминисана у првом кругу такмичења.
Упркос успешној клупској каријери у ВШК Дебрецину, Сатмари никада није успео да се појави у националном тиму од Олимпијаде 1996. године.